# Pero corata
Pero corata là một loài bướm đêm trong họ Geometridae.